# Biberach (Baden)
Biberach ist eine Gemeinde im Schwarzwald im Ortenaukreis in Baden-Württemberg.

## Geografie

### Geographische Lage
Der staatlich anerkannte Erholungsort Biberach liegt im Mittleren Schwarzwald am Zusammenfluss von mehreren Wasserläufen. Rechtsseitig fließt der Erlenbach, von der linken Seite fließen Prinzbach, Emmersbach, Erzbach und Haubach in die Kinzig. Der Ort selbst liegt in 188 m ü. NHN. In einem Seitental liegt der Ortsteil Prinzbach.

### Gemeindegliederung

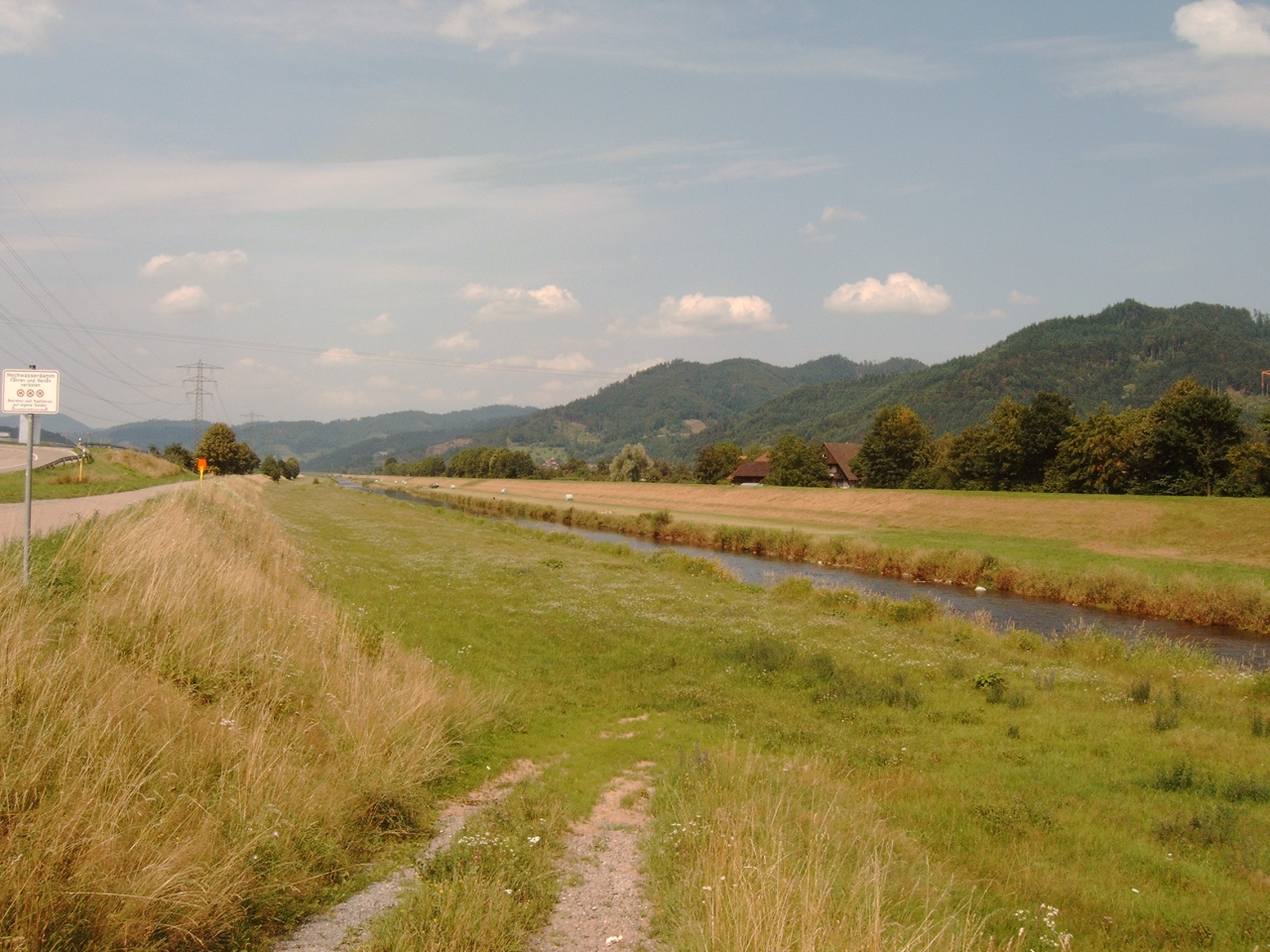
Die Kinzig bei Biberach/Baden

Die Gemeinde Biberach gliedert sich in die beiden Ortsteile Biberach und Prinzbach, die räumlich mit den ehemaligen Gemeinden gleichen Namens identisch sind. Im Ortsteil Prinzbach ist eine Ortschaft im Sinne der baden-württembergischen Gemeindeordnung mit eigenem Ortschaftsrat und Ortsvorsteher als dessen Vorsitzender eingerichtet. Die Ortschaft hat eine eigene Verwaltungsstelle unter der Bezeichnung „Ortsverwaltung Prinzbach“.
Zum Ortsteil Biberach gehören das Dorf Biberach, die Weiler Bruch und Fröschbach, der Zinken Rebhalde und die Höfe Erzbach, Haubach, Rebberg und Reiherwald. Zum Ortsteil Prinzbach gehören das Dorf Dörfle und die Höfe Bergle, Emersbach, Kachelberg, Obertal und Untertal.

### Nachbargemeinden
Folgende Gemeinden grenzen an das Gemeindegebiet von Biberach:
Die Städte Gengenbach im Norden, Zell am Harmersbach im Osten, die Gemeinden Steinach und Schuttertal im Süden sowie Seelbach  und Friesenheim im Westen.

### Geologie
An den Talhängen und auf den Bergen rings um Biberach kann man anstehende Gneise beobachten, diese bilden den ältesten Teil des Schwarzwalds, das Grundgebirge. In diesem Grundgebirge liegen auch die Erzgänge der Gegend rund um Biberach.
Aus den Pflanzenablagerungen im Karbon bildeten sich in Mulden des inzwischen zu einer Hochfläche abgetragenen Grundgebirges die Kohleablagerungen im hinteren Emmersbach. Material, das sich im nachfolgenden Perm ablagerte, bekam durch eisenhaltige Mineralien eine rote Farbe. Am Schönberg-Pass ist diese rote Erde auf den landwirtschaftlich genutzten Flächen noch zu sehen.
Das heutige Gesicht Biberachs begann sich in den Eiszeiten (Diluvium) und der Nacheiszeit zu formen. Die Schmelzwässer schufen sich ihre Täler, an den Rändern häuften sich die Geröllmassen. So entstand durch das Zusammenwirken der Bauelemente (Grundgebirge) mit Naturkräften (Abtragung, Aufschüttung) die Naturlandschaft, in der heute die Gemeinde Biberach liegt.

## Geschichte

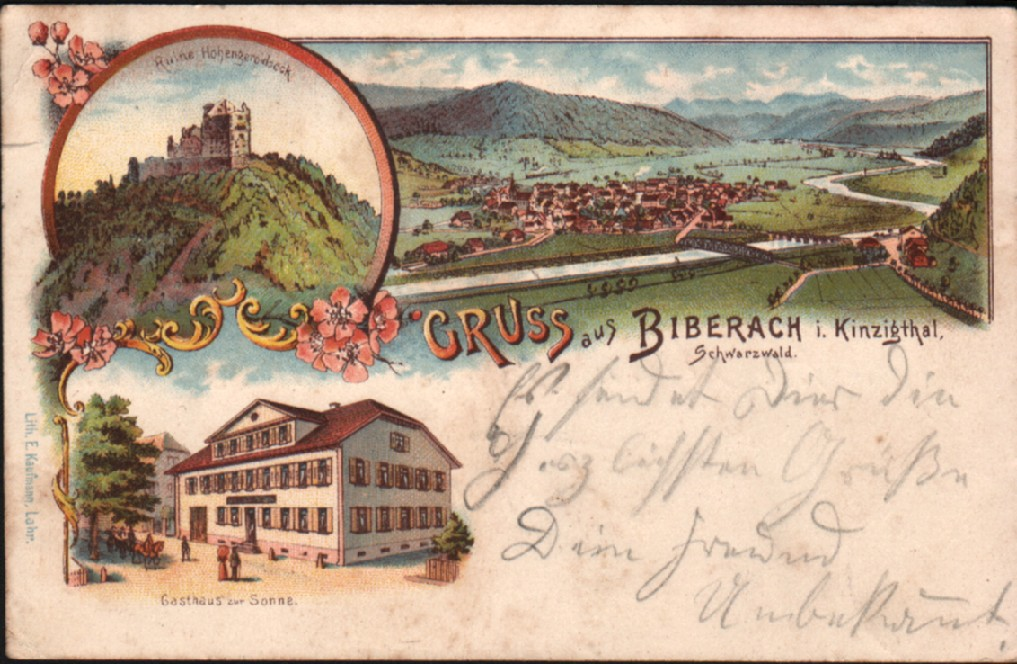
Biberach im Kinzigtal um 1903

### Name
Die Herkunft des Ortsnamens „Biberach“ ist bis heute nicht geklärt. Die Deutungen gehen in mehrere Richtungen. Heinrich Hansjakob in Bauernblut und Ludwig Heizmann in seiner Heimatstudie vom Amtsbezirk Offenburg führen den Ortsnamen auf die vielen Biber in der Kinzig zurück. Andere Sprachforscher meinen, der Name Biberach sei keltischen Ursprungs. Dafür spricht, dass andere keltische Orte mit den Namen „Bibrax“ und „Bibracte“ bekannt sind. Es gibt aber bis heute keine handfesten Beweise dafür, dass Kelten in Biberach gelebt haben. Eine andere Deutung leitet sich aus der Lage Biberachs zwischen zwei Wasserläufen her. Die älteste überlieferte Schreibweise Biberachs „Biberaha“, urkundlich erwähnt im Jahre 1222, könnte sich aus bi = zwei und aha = Wasser zusammensetzen.

### Herrschaftsgeschichte
Biberach gehörte als Stabgemeinde ab Ende des 13./ Mitte des 14. Jahrhunderts bis zum Jahre 1802 zur Reichsstadt Zell am Harmersbach. Dem Reichsstift Kloster Gengenbach blieben in Biberach zahlreiche Rechte erhalten, so dass die Biberacher einen jährlichen Zehnt zu entrichten hatten. Mit der Aufhebung des Reichsstiftes im Jahre 1803 wurde die badische Landesherrschaft Zehntherr der Biberacher. Durch die Ablösung des Groß- und Kleinzehnts ab 1838 löste man sich vom Anbauzwang für Früchte des Großzehnts, die freie Bebauung von Grund und Boden war möglich.
Ab 1504 übte Biberach für die Freie Reichsstadt Zell am Harmersbach das Wasser- und Straßenzollrecht aus. Diese Einnahmen stellten eine wichtige Finanzquelle für die Zeller dar, bis die Reichsstadt dem 1803 neugegründeten Großherzogtum Baden einverleibt wurde. Am 15. Juni 1803 wurde Biberach von allen Eiden und Pflichten gegen die Stadt Zell befreit und in die Selbständigkeit entlassen.
Prinzbach gehörte damals zur Grafschaft Hohengeroldseck, bis es 1819 schließlich auch badisch wurde. Biberach gehörte zum Landkreis Wolfach, während Prinzbach zum Landkreis Lahr gehörte. Mit der Kreisreform im Jahre 1973 wurden sowohl Biberach als auch Prinzbach Gemeinden des Ortenaukreises, der Zusammenschluss zu einer Gesamtgemeinde erfolgte im Jahre 1974 mit der Eingemeindung Prinzbachs.

### Geschichte Prinzbachs
Der Ortsteil Prinzbach hat eine bewegte Vergangenheit hinter sich. Möglicher Gründungszeitraum für das Bergdorf sind die Jahre 1100–1200, bereits damals wurde die erste Kirche gebaut. Im Jahr 1257 wurde Prinzbach erstmals urkundlich in den Jahrbüchern des Dominikanerklosters in Colmar im Zusammenhang mit großen Silberfunden erwähnt, die gefundene Menge Silbererz soll sehr groß und gewinnbringend gewesen sein. Die Prinzbacher Bürger konnten sogar dem Bischof von Straßburg ein Darlehen geben. Das ehemalige Bergdorf entwickelt sich schnell zu einer so genannten Bergstadt, baute eine eigene Infrastruktur auf und begann zum Schutz vor Angreifern sogar mit dem Bau einer bis zu 10 Meter hohen Stadtmauer. Teile dieser Stadtmauer wurden saniert und können noch heute in Prinzbach besichtigt werden. Nach einer Blütezeit mit mehrfacher urkundlicher Erwähnung reicher Prinzbacher Adliger geht der Ertrag des Silberbergbaus spürbar zurück. Prinzbach wird zerstört und erreicht erst durch ein im Jahr 1493 bekannt werdendes Heilbad wieder eine gewisse Berühmtheit. 1560 wird die Pfarrei Prinzbach von den Herren von Geroldseck mit protestantischen Geistlichen besetzt. Ab 1600 ist Prinzbach wieder ein reines Bauerndorf, gelegentliche Grabungen nach Silber bleiben erfolglos. Nach dem Erlöschen der Familie Geroldseck 1634 kam Prinzbach zu Vorderösterreich und 1697 als Lehen an die Familie von der Leyen. 1819 kam der Ort mit dem Fürstentum von der Leyen zu Baden. Biberach gehörte dort zum Bezirksamt Wolfach, dem späteren Landkreis Wolfach, der 1973 im Ortenaukreis aufging. Prinzbach hingegen gehörte zunächst zum Bezirksamt Lahr, wechselte dann 1939 aber in den Landkreis Wolfach, aus dem es 1945 in den Landkreis Lahr umgegliedert wurde. Seit 1973 gehört dieser Ortsteil ebenfalls zum Ortenaukreis. Ab Beginn der Fünfzigerjahre wurde Prinzbach aufgrund seiner ruhigen, landschaftlich reizvollen Lage zu einem gerne besuchten Ferien- und Erholungsort.

#### Das Wappen Prinzbachs
Das Prinzbacher Wappen wird durch die ehemalige Herrschaft der Geroldsecker über Prinzbach und den Bergbau geprägt. Das Wappen hat folgende Beschreibung: „In Gold ein roter Querbalken, begleitet von drei schwarzen Hämmern (zwei in der oberen und einer in der unteren Wappenhälfte). Die Hämmer stellen sogenannte Bergeisen dar.“

#### Eingemeindung
Das heutige Biberach entstand im Zuge der Gemeinde- und Verwaltungsreform in Baden-Württemberg. Der rund 400 Einwohner zählende Ort Prinzbach wurde auf Grundlage eines Eingemeindungsvertrages vom 29. April 1974 am 1. Juli 1974 in die Gemeinde Biberach eingegliedert.

### Flößerei auf der Kinzig
Biberach war durch seine Lage an der Kinzig kurz unterhalb des Erlenbach-Zulaufs ein wichtiger Ort für die Kinzigflößerei. Der selbst nur kurze Nebenfluss erschloss die waldreichen Täler seiner beiden langen Oberläufe Nordrach und Harmersbach. Weil die Straßen in einem hierfür völlig unzureichenden Zustand waren, kam für den Transport des Holzes nur der Wasserweg in Frage. Die Flößerei entwickelte sich gut, in Wolfach wurde 1470 eine Floß- und Zollordnung und im Jahre 1527 eine Schifferordnung erlassen. Nach einer zweiten Blütezeit der Flößerei in der Mitte des 19. Jahrhunderts endete der Holztransport auf dem Wasserweg am Ende des 19. Jahrhunderts mit dem Aufkommen der Eisenbahn. Im Jahr 1895 fuhr das letzte Floß auf der Kinzig zu Tale.

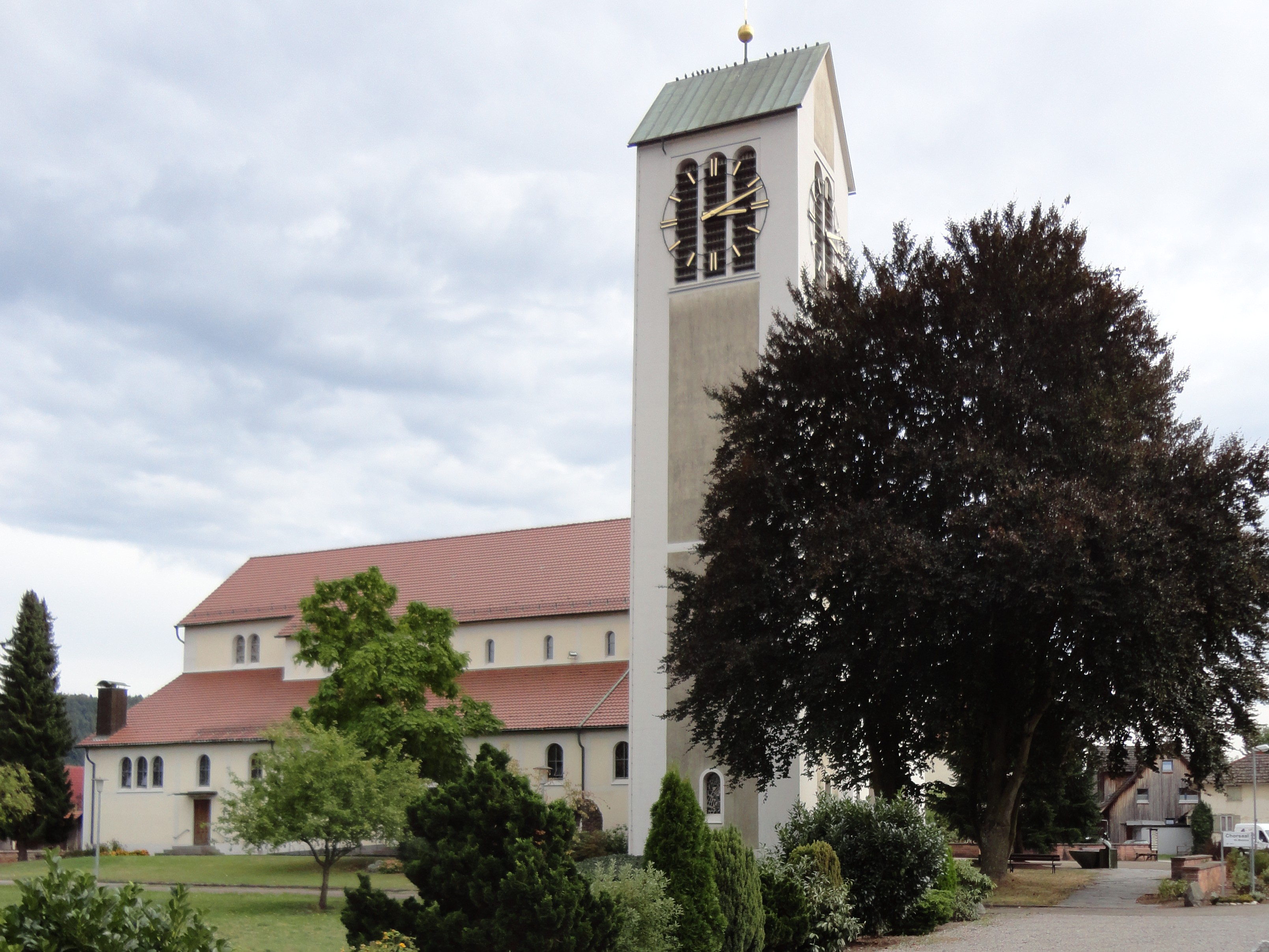
St. Blasius in Biberach, 2015

### Kirchen und Pfarrämter
- Katholische Kirche St. Blasius in Biberach
- Katholische Kirche St. Mauritius in Prinzbach
- Katholisches Schwesternhaus in Prinzbach

### Demographie

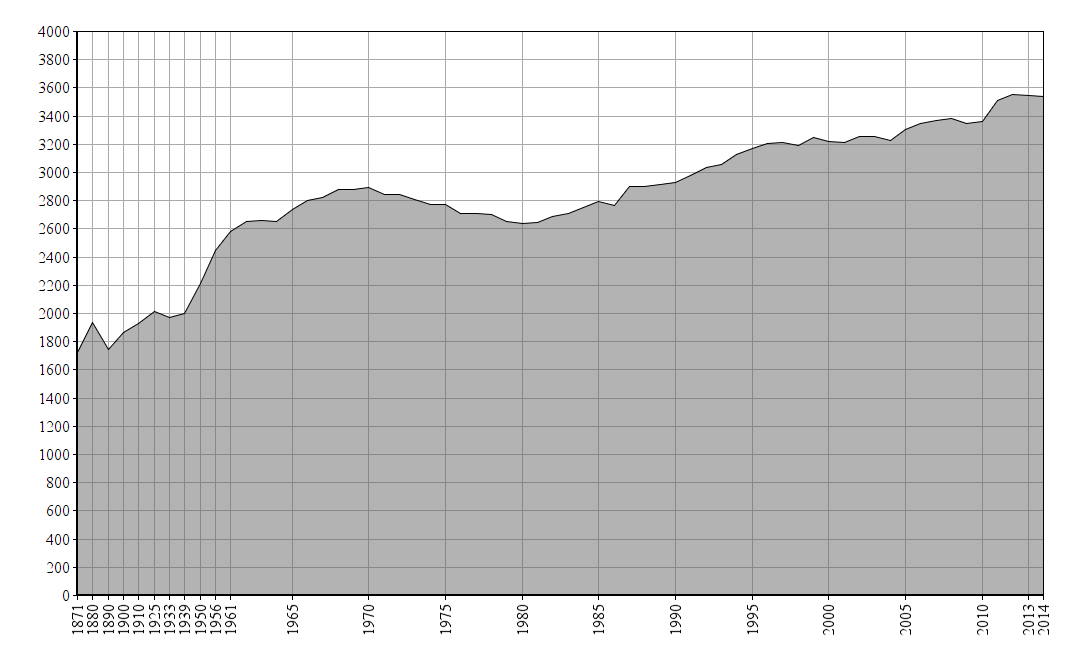
Biberach Bevölkerungsentwicklung

Einwohnerzahlen nach dem jeweiligen Gebietsstand. Die Zahlen sind Schätzungen, Volkszählungsergebnisse (¹) oder amtliche Fortschreibungen des Statistischen Landesamtes Baden-Württemberg.
| Jahr  | Einwohner |
| ----- | --------- |
| 1804  | 757       |
| 1814  | 841       |
| 1864  | 1.348     |
| 1871¹ | 1.721     |
| 1880¹ | 1.938     |
| 1890¹ | 1.744     |
| 1900¹ | 1.868     |
| 1910  | 1.929     |
| 1913  | 1.508     |
| 1925¹ | 2.013     |
| 1933¹ | 1.969     |
| 1939¹ | 2.003     |
| 1950¹ | 2.215     |
| 1956  | 2.447     |

| Jahr              | Einwohner |
| ----------------- | --------- |
| 1961¹             | 2.582     |
| 1966              | 2.803     |
| 1970¹             | 2.891     |
| 31. Dezember 1975 | 2.775     |
| 31. Dezember 1980 | 2.639     |
| 1985              | 2.792     |
| 31. Dezember 1990 | 2.928     |
| 31. Dezember 1995 | 3.173     |
| 31. Dezember 2000 | 3.221     |
| 31. Dezember 2005 | 3.305     |
| 31. Dezember 2010 | 3.365     |
| 31. Dezember 2015 | 3.601     |
| 31. Dezember 2020 | 3.735     |
| 31. Dezember 2022 | 3.750     |

## Politik

### Gemeinderat
Der Gemeinderat in Biberach besteht aus 12 Mitgliedern und dem Bürgermeister als Vorsitzenden. Der Bürgermeister ist im Gemeinderat stimmberechtigt. Die Kommunalwahl am 9. Juni 2024 führte zu folgendem vorläufigen Endergebnis.
| Parteien und Wählergemeinschaften | Parteien und Wählergemeinschaften           | % 2024 | Sitze 2024 | % 2019 | Sitze 2019 | % 2014 | Sitze 2014 | Kommunalwahl 2024 %50403020100 41,3 %37,6 %21,1 %n. k. % CDUFWSPDAfDGewinne und Verlusteim Vergleich zu 2019 %p 10 8 6 4 2 0 −2 −4 −6 −8+8,6 %p−7,0 %p+2,0 %p−3,5 %pCDUFWSPDAfD |
| CDU                               | Christlich Demokratische Union Deutschlands | 41,3   | 5          | 32,7   | 4          | 35,4   | 4          | Kommunalwahl 2024 %50403020100 41,3 %37,6 %21,1 %n. k. % CDUFWSPDAfDGewinne und Verlusteim Vergleich zu 2019 %p 10 8 6 4 2 0 −2 −4 −6 −8+8,6 %p−7,0 %p+2,0 %p−3,5 %pCDUFWSPDAfD |
| FW                                | Freie Wähler Biberach                       | 37,6   | 4          | 44,6   | 6          | 39,3   | 5          | Kommunalwahl 2024 %50403020100 41,3 %37,6 %21,1 %n. k. % CDUFWSPDAfDGewinne und Verlusteim Vergleich zu 2019 %p 10 8 6 4 2 0 −2 −4 −6 −8+8,6 %p−7,0 %p+2,0 %p−3,5 %pCDUFWSPDAfD |
| SPD                               | Sozialdemokratische Partei Deutschlands     | 21,1   | 3          | 19,1   | 2          | 25,3   | 3          | Kommunalwahl 2024 %50403020100 41,3 %37,6 %21,1 %n. k. % CDUFWSPDAfDGewinne und Verlusteim Vergleich zu 2019 %p 10 8 6 4 2 0 −2 −4 −6 −8+8,6 %p−7,0 %p+2,0 %p−3,5 %pCDUFWSPDAfD |
| AfD                               | Alternative für Deutschland                 | —      | —          | 3,5    | 0          | —      | —          | Kommunalwahl 2024 %50403020100 41,3 %37,6 %21,1 %n. k. % CDUFWSPDAfDGewinne und Verlusteim Vergleich zu 2019 %p 10 8 6 4 2 0 −2 −4 −6 −8+8,6 %p−7,0 %p+2,0 %p−3,5 %pCDUFWSPDAfD |
| gesamt                            | gesamt                                      | 100,0  | 12         | 100,0  | 12         | 100,0  | 12         | Kommunalwahl 2024 %50403020100 41,3 %37,6 %21,1 %n. k. % CDUFWSPDAfDGewinne und Verlusteim Vergleich zu 2019 %p 10 8 6 4 2 0 −2 −4 −6 −8+8,6 %p−7,0 %p+2,0 %p−3,5 %pCDUFWSPDAfD |
| Wahlbeteiligung                   | Wahlbeteiligung                             | 69,4 % | 69,4 %     | 66,9 % | 66,9 %     | 55,7 % | 55,7 %     | Kommunalwahl 2024 %50403020100 41,3 %37,6 %21,1 %n. k. % CDUFWSPDAfDGewinne und Verlusteim Vergleich zu 2019 %p 10 8 6 4 2 0 −2 −4 −6 −8+8,6 %p−7,0 %p+2,0 %p−3,5 %pCDUFWSPDAfD |

### Bürgermeister
- 1892–1904: Gustav Isidor Schweiß
- 1904–1913: Josef Ringwald
- 1913–1921: Gustav Karl Schweiß
- 1921–1923: Franz Xaver Jehle
- 1924–1930: Leonhard Willmann
- 1930–1935: Josef Himmelsbach
- 1935–1943: Theodor Seiberlich
- 1943–1946: Johann Dürrholder
- 1946–1953: Hermann Kühn
- 1953–1974: Karl Allgeier
- 1974–1998: Wolfgang Bösinger
- 1998–2014: Hans Peter Heizmann
- 2014–2022: Daniela Paletta
- 0  seit 2022: Jonas Breig

Am 13. März 2022 wurde Jonas Breig mit 96,2 Prozent der Stimmen zum Bürgermeister gewählt. Amtsinhaberin Paletta trat aus gesundheitlichen Gründen nicht für eine zweite Amtszeit an. Breig trat das Amt am 13. Mai 2022 an.

### Wappen und Logo
Bis Ende des 19. Jahrhunderts hatte Biberach ein anderes Wappen als das heutige verwendet. In älteren Siegeln wurde ein Wappen mit grüner Tanne, schwarzem Stamm und Wurzeln auf blauem Grund verwendet. Am Haupteingang des 1913 erbauten Rathauses ist jedoch bereits ein anderes Logo zu sehen, das nach jahrzehntelanger Verwendung der Gemeinde Biberach am 3. Oktober 1969 durch das Innenministerium Baden-Württemberg staatlich verliehen wurde. In der Urkunde wird das Wappen wie folgt beschrieben: „In Grün eine bewurzelte silberne (weiße) Linde, vor deren Stamm kauernd ein silberner (weißer) Biber, der in den Vorderpfoten ein silbernes (weißes) Holzstück hält“.
Die Gemeinde Biberach entwickelte später ein Stadtlogo, es zeigt den Schriftzug „Biberach – Ein schönes Stück Schwarzwald“ überspannt von der Silhouette eines Bibers.

### Verwaltung
Biberach gehört der Vereinbarten Verwaltungsgemeinschaft Zell am Harmersbach an, zu der außerdem noch die Gemeinden Nordrach und Oberharmersbach gehören.

### Patenschaften
Ein Fahrzeug der Ortenau-S-Bahn trägt den Namen von Biberach.

## Kultur und Sehenswürdigkeiten

### Theater und Museen
- Kettererhaus

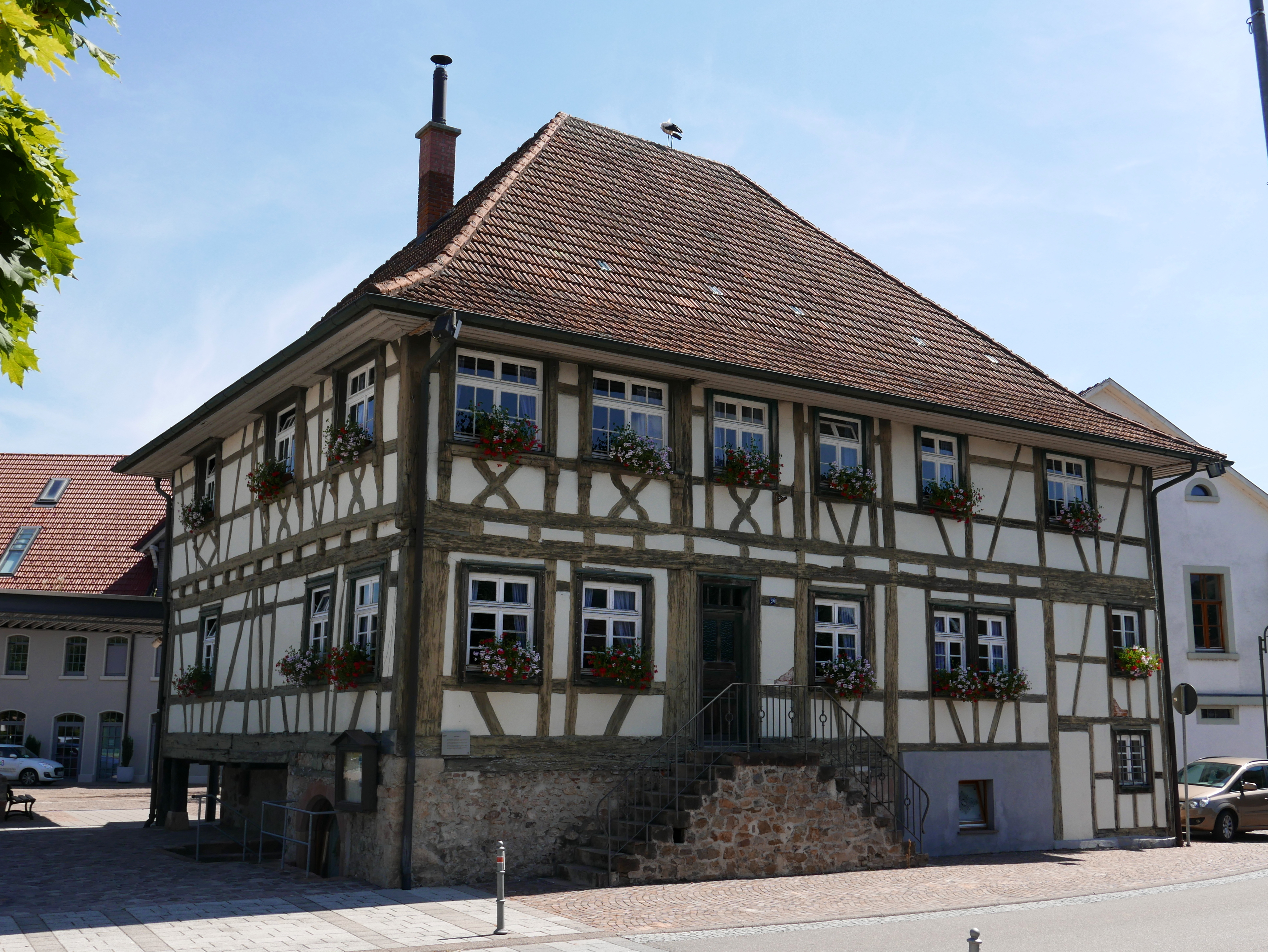
Kettererhaus

Das „Kettererhaus“, benannt nach seinem letzten privaten Besitzer, dem „Kettererschmied“, ist wohl eines der ältesten Bauwerke Biberachs. Nach der Meinung namhafter Fachleute weist der Fachwerkbau Konstruktionsmerkmale des 17. Jahrhunderts auf. Das genaue Baujahr lässt sich jedoch weder am Gebäude selbst, noch in den Akten des Biberacher Gemeindearchivs erkennen. Heute ist in dem Gebäude das „Heimatmuseum Kettererhaus“ untergebracht, in dem wertvolles heimisches Kulturgut aus den Bereichen Ländliches Arbeiten, Wohnen, Brauchtum und Vereinswesen ausgestellt werden.
- Stadtkammer Prinzbach

Im Rathaus Prinzbach befindet sich die „Stadtkammer“, in der einige bemerkenswerte Fundstücke und Kleinode aus der Geschichte der ehemaligen Bergwerksstadt Prinzbach untergebracht sind.
- Tavernenabende rund um das Kettererhaus in der Neuen Ortsmitte
- Regelmäßige Kurkonzerte und Brauchtumsveranstaltungen

### Religionen
Seit der Dekanatsreform am 1. Januar 2008 gehört Biberach und die St. Blasius-Kirche zum römisch-katholischen Dekanat Offenburg-Kinzigtal und gehört zudem zur Seelsorgeeinheit Haslach.

### Bauwerke
- Rathaus Biberach

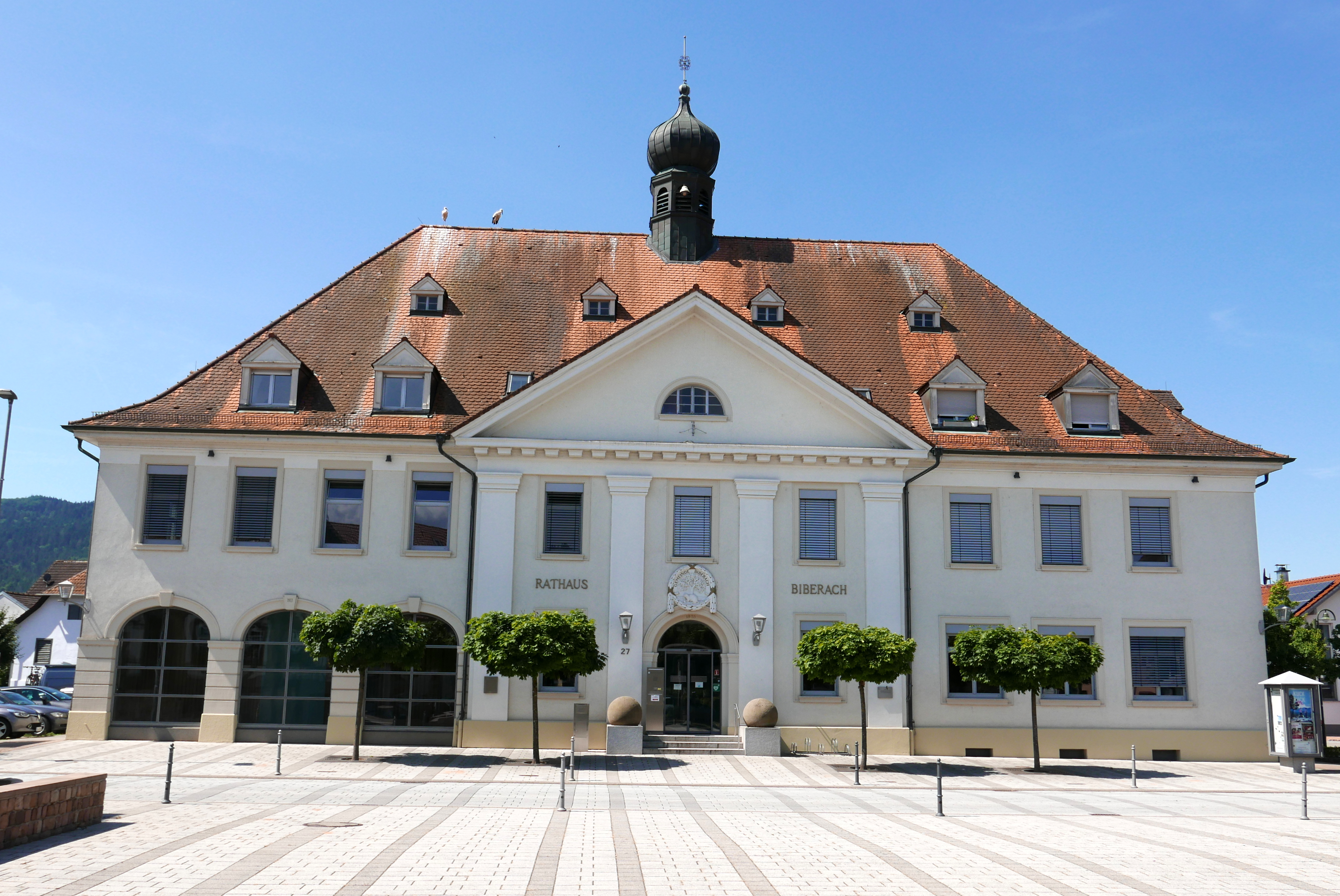
Rathaus

Das Rathaus Biberach wurde in 2 Bauabschnitten 1913 und 1925 erbaut. Es war für die damalige Zeit ein sehr stattliches Gebäude; eine Teilsanierung der Fassade und des Daches wurde in den Jahren 1978–80 durchgeführt. Das historische Rathaus wurde 2002 umfassend saniert und modernisiert.
- Rathaus Prinzbach

Das Rathaus in Prinzbach wurde bereits im Jahr 1880 erbaut. Nach der Eingemeindung Prinzbachs 1974 wird das Rathaus für Verwaltungszwecke nur noch sporadisch genutzt, im Erdgeschoss ist die „Prinzbacher Stadtkammer“ untergebracht.
- Stadtmauer Prinzbach

Nach dem Silberfund in Prinzbach wurde die Siedlung nun nicht mehr nur von Bauern, sondern auch von Bergleuten, Handwerkern und Händlern bewohnt. Diese hatten andere Rechte, die es genauso wie die großen Silberfunde zu schützen galt. Die Verleihung des Stadtrechts und der Bau einer Stadtmauer waren die Folge. Die Stadt wurde komplett von einer ellipsenförmigen Stadtmauer mit einem vorgelagerten Graben umschlossen. Dieses Maueroval hatte einen Umfang von 800 m, es war nur durch das „Untertor“ im Norden und das „Riesentor“ im Süden unterbrochen. Heute noch sind Teile der historischen Stadtmauer sichtbar.
- St. Mauritius Prinzbach ist die römisch-katholische Pfarrkirche von Prinzbach, eine Chorturmkirche mit einem prächtigen barocken Hochaltar Philipp Winterhalders.
- Burg Alt-Geroldseck

Die Burg Alt-Geroldseck wurde erstmals im Jahre 1139 in einem Schirmbrief des Papstes Innozenz II. für das Kloster Gengenbach erwähnt. Damals stand die Burg auf dem Rauhkasten. Im Jahre 1250 wurde der Herrschersitz der Geroldsecker auf den Schönberg verlegt und dort die Burg Hohengeroldseck vollendet. Diese wurde 1689 von den Franzosen zerstört. Erste Arbeiten zur Restaurierung begannen Ende des 19. Jahrhunderts, weitere erhaltende Maßnahmen an der Ruine folgten ab 1951.
- Der alte Kirchplatz

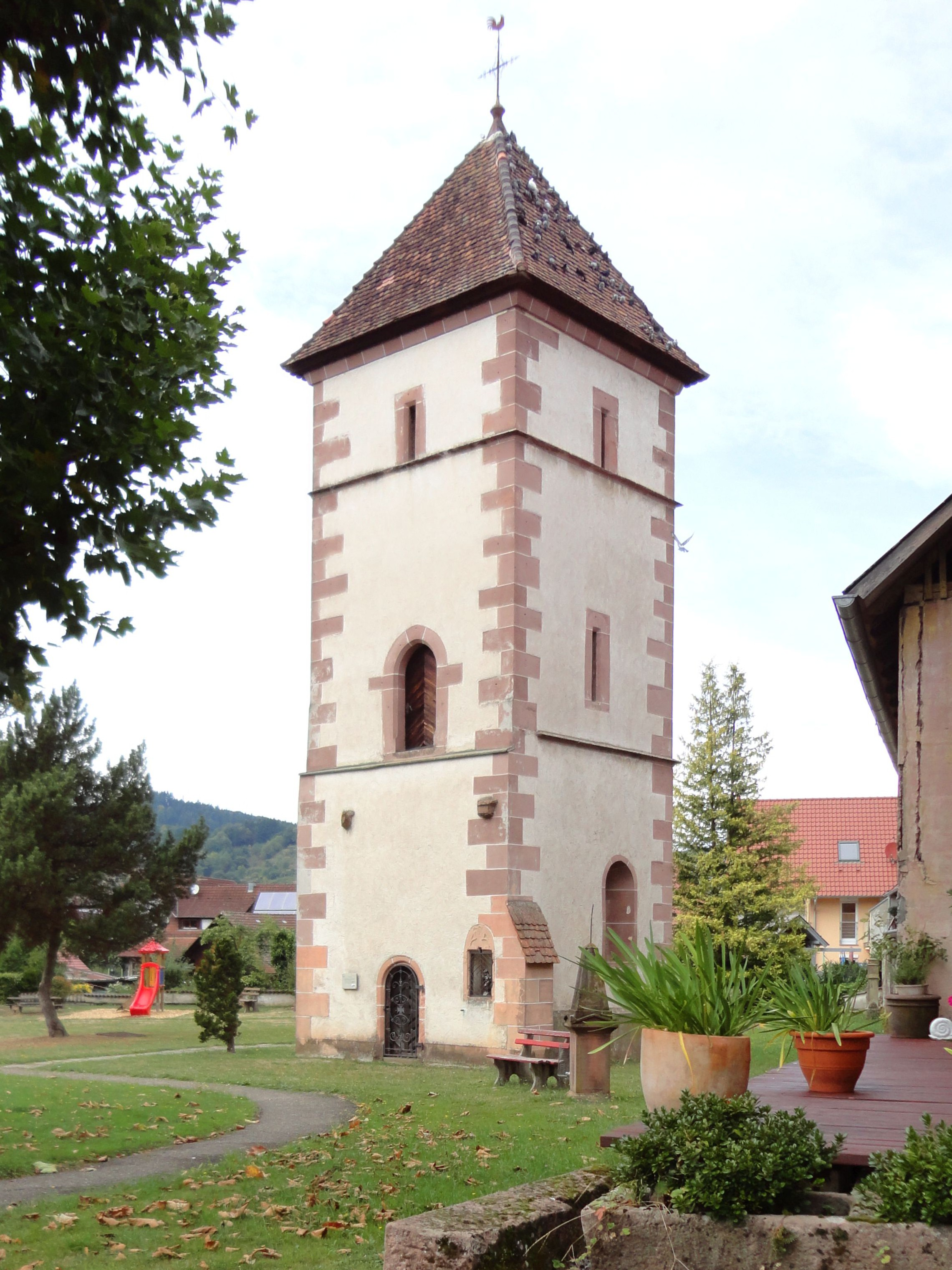
Turm Alter Kirchplatz

Auf dem alten Kirchplatz stand jahrhundertelang die jeweilige Pfarrkirche der Gemeinde Biberach. 1749 wurde die letzte Kirche geweiht, die 1966 abgebrochen wurde, als östlich eine neue errichtet worden war (St. Blasius). Bereits 1740 wurde ein älteres Gotteshaus wegen Baufälligkeit abgerissen. Heute steht nur noch der Turm der beiden früheren Kirchen, der eine Gedächtnisstätte für den Frieden enthält. Der alte Kirchplatz diente bis 1865 als Friedhof. Pflastersteine im Rasen lassen den Grundriss der alten Gebäude erkennen.

### Grünflächen und Naherholung
- Grünanlage zwischen Bahnlinie und Bahnhofstraße
- Grünanlage am alten Kirchturm
- Grünanlage an der Hauptstraße/Strandbadweg

### Regelmäßige Veranstaltungen
- Fasent mit verschiedenen närrischen Bällen und Umzügen (Frühjahr)
- Frühjahrskonzert Musikverein Biberach e. V.
- Ostermarkt des Gewerbevereins WSB/Gemeinde Biberach in der Neuen Ortsmitte (Frühjahr)
- Straßen- /Volkslauf, veranstaltet vom Turnverein Biberach e. V. (Frühjahr)
- Maibaumstellen durch den Fußballverein Biberach vor dem Rathaus
- Kinzigfest; in Abhängigkeit zum Pegelstand der Kinzig und dem Rückfluss zur Hohengeroldseck stattfindendes Volksfest (ca. alle 7 Jahre)
- UNIMOG- und Schlepper-Treff am Rathaus durchgeführt vom Verein "Unimog- und Schlepper-Freunde Biberach e. V." (immer am ersten Juli-Wochenende)
- Dorffest im Park, veranstaltet vom Musikverein Biberach e. V. in der Grünanlage beim Bahnhof (Sommer)
- Motorradtreffen, Bikertreff mit Kultstatus, veranstaltet von den Kurvengeistern mit Teilnehmern aus ganz Deutschland (Sommer)
- Highland-Games, Schottische Sportwettspiele, veranstaltet von den Prinzbach-Highlanders e. V. bei der Kirche in Prinzbach (Sommer)
- Flutlichtbaden im Waldterrassenbad Biberach, veranstaltet von der DLRG-Ortsgruppe  (Sommer)
- Lokalschau des Kleintierzuchtvereins C12 Biberach e. V. (Herbst)
- Jahreskonzert des Musikvereins Prinzbach-Schönberg e. V. (Winter)

### Vereine
Biberach verfügt über eine große Anzahl von Vereinen. Die nachfolgende Tabelle soll Orientierung verschaffen:
| Name des Vereins                             | Tätigkeitsbereich                                | Gründungsdatum | Homepage                      |
| -------------------------------------------- | ------------------------------------------------ | -------------- | ----------------------------- |
| Chor für Alle – Liederkranz Biberach e. V.   | Chorgesang als Männerchor und gemischter Chor    | 1867           | https://chor4alle.de          |
| Unimog- und Schlepper-Freunde Biberach e. V. | Pflege des Kulturguts alter Unimog und Schlepper | 2018           | https://usfb.club             |
| Galana River School Project e. V.            | Bau und Betrieb einer Schule in Kenia            | 2021           | https://galanariverschool.com |

### Fasend
Die Biberacher Fasend wird vom Narrenrat (11 Mitglieder), den Hexen, den Bibern und den Bergwerksgeistern gestaltet. Eröffnung und erster Höhepunkt ist der „Hexenball“. Am „Schmutzigen Dunnschdig“ werden zunächst in der Schule die Lehrer abgesetzt und ins Rathaus geführt. Dort erfolgen die Absetzung des Bürgermeisters und die Übernahme der Amtsgewalt durch die Narren, ein Ereignis, das anschließend im Bürgersaal gebührend gefeiert wird. Mit dem „Zunftabend“ der Biber am Schmutzigen Donnerstag in der Turn- und Festhalle erreicht die Biberacher Fasend einen weiteren Höhepunkt. Der Samstag bringt den großen Fasendumzug mit Mottowagen und Gastzünften aus nah und fern, anschließend Narrentreiben in der Ortsmitte, am Montag findet das „Preisschnurren“ statt und am Dienstag der Kinderumzug mit anschließender Ausgabe der „Oberdörfler Narrensuppe“, deren Zutaten (Hühner, Eier u. ä.) unmittelbar vor der Fasend von närrischen „Oberdörflern“ bei der Bevölkerung gesammelt werden.

## Wirtschaft und Infrastruktur

### Unternehmen
Im Gewerbegebiet Ahfeld-Schmelzhöfe sind derzeit rund 5 ha durch Betriebe besiedelt, etwa 8500 m² Freifläche stehen noch zur Verfügung. Im Flächennutzungsplan sind mittelfristig zusätzlich 13 ha Gewerbefläche ausgewiesen, mit der Stadt Zell werden Überlegungen angestellt, zusätzlich ein interkommunales Gewerbegebiet zu entwickeln. Biberach verfügt über einen breiten Branchenmix, ausgehend von Verpackung und Werbemittel, Büromöbel, Luftfahrthebezeuge, Straßen- und Hochbau, Therapiegeräte bis hin zu Metallverarbeitung.

### Öffentliche Einrichtungen
- Technisches Hilfswerk Biberach
- Freiwillige Feuerwehr Biberach
- Freiwillige Feuerwehr Prinzbach (Abteilung der FF Biberach seit der Eingemeindung)

### Bildung
- Grundschule Biberach

Die Grund- und Hauptschule in Biberach wurde im Jahre 1963 erbaut und wird seit dem Jahr 2005 in mehreren Bauabschnitten saniert. Im Jahr 2023 besuchten etwa 120 Schüler die Grundschule Biberach.
- Schule Prinzbach

Diese Schule wurde im Jahr 1929 erbaut und wird heute je nach Schülerzahlen und Raumbedarf von der Grundschule Biberach mitbenutzt.

### Verkehr

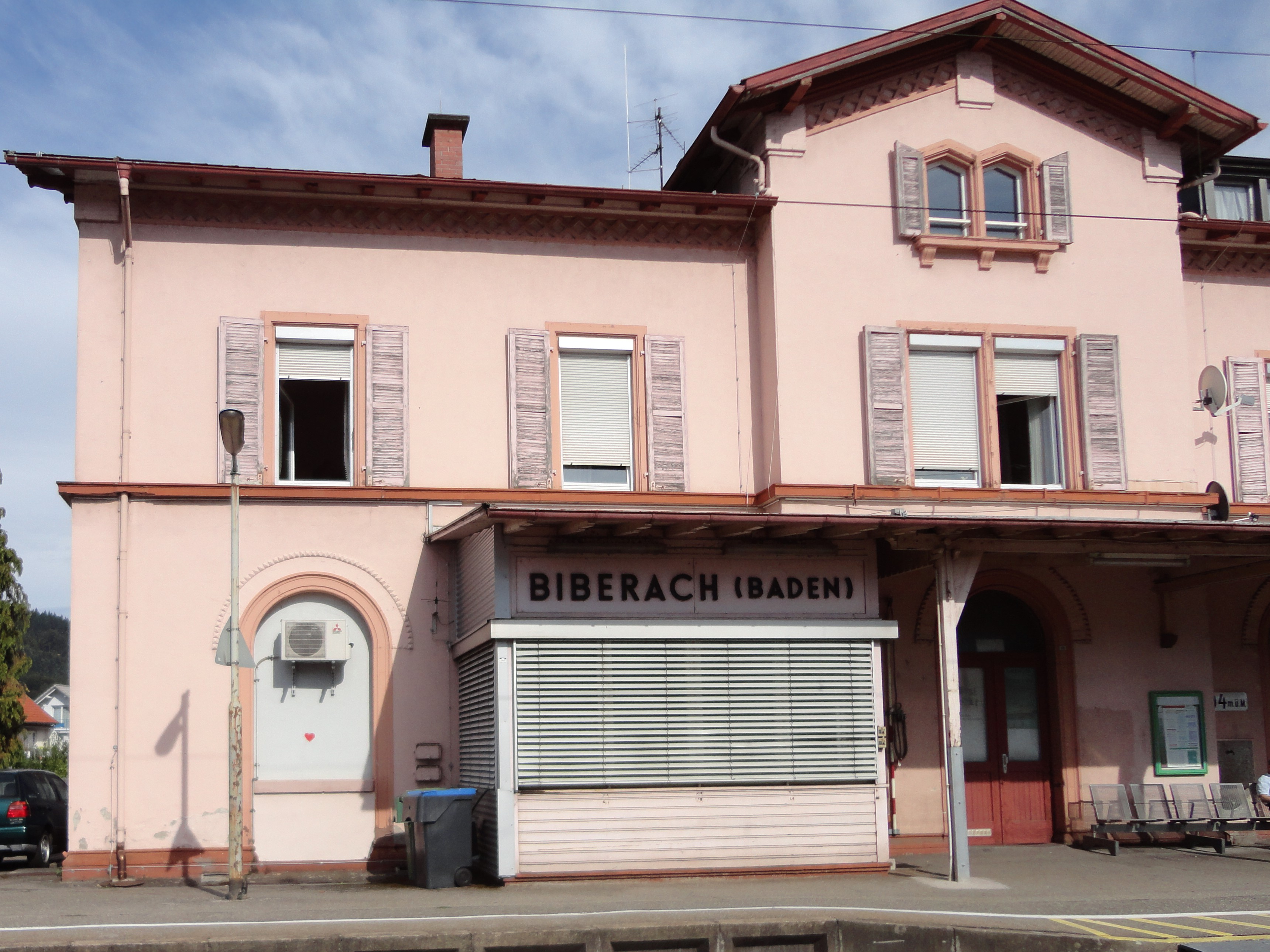
Bahnhof Biberach (Baden)

Biberach ist durch die Schwarzwaldbahn (Offenburg – Konstanz (Bodensee)) an das überregionale Schienennetz angebunden. Im Ort zweigt die Harmersbachtalbahn nach Oberharmersbach von der Schwarzwaldbahn ab, die von der SWEG betrieben wird. 
Über die B 33 (Kehl – Ravensburg) und B 415 nach Lahr/Schwarzwald ist Biberach auch straßenverkehrstechnisch angebunden.
Durch eine Alltagsroute aus dem Radnetz Baden-Württemberg ist Biberach über Gengenbach mit Offenburg und über Unterentersbach und Steinach mit Haslach im Kinzigtal verbunden.
Durch Biberach verläuft als Landes-Radfernweg der Naturpark-Radweg Schwarzwald Mitte/Nord. Er führt rund um selbigen Naturpark. Er verläuft dabei von Freudenstadt über Haslach durch das Kinzigtal (Kinzigtalradweg) nach Biberach und weiter über Gengenbach nach Offenburg.

### Tourismus
Der Ortsteil Prinzbach war schon relativ früh nach dem Zweiten Weltkrieg ein gut besuchter Ferien- und Erholungsort, diese Entwicklung setzte in Biberach erst später ein. Aufgrund des Einsatzes kommunaler und privater Kräfte hat sich der Tourismus in der Gesamtgemeinde Biberach zu einem äußerst wichtigen Wirtschaftsfaktor entwickelt. Im Jahre 1981 wurde Biberach die Auszeichnung „Staatlich anerkannter Erholungsort“ verliehen.
Der Schwerpunkt der touristischen Aktivitäten in Biberach liegt auf Sportangeboten in der freien Natur. Touristen können auf den Rundwanderwegen rund um Biberach ihrem Hobby nachgehen, die wohl bekannteste Strecke ist der „Sieben-Täler-Pfad“. Ebenfalls zur Verfügung steht die Mountainbikestrecke „Auf zur Burg Geroldseck“.
Weitere Attraktionen in Biberach sind das beheizte Freibad (Waldterrassenbad) mit der längsten Riesenrutsche Südbadens, sowie der 2005 eröffnete Agil-Park, in dem an einem Kletterfelsen und in einem Hochseilgarten geklettert werden kann. Biberach gehört zusammen mit Gengenbach, Nordrach, Oberharmersbach und Zell am Harmersbach, der Ferienlandschaft Mittlerer Schwarzwald Gengenbach/Harmersbachtal an.

## Ehrenbürger
- Herbert Erwin Riehle (1904–1978), erster Ehrenbürger Biberachs
- Josef Bühler (1898–1981), hat sich besondere Verdienste bei der Erforschung der Biberacher Geschichte erworben.
- Karl Knauer (1907–1995), Aufbau des größten Biberacher Industriebetriebes
- Karl Biemer (* 1912), besondere Verdienste als katholischer Seelsorger und Pfarrer in Biberach.
- Ludwig Dilger (* 1932)
- Wolfgang Bösinger (* 1944), Bürgermeister der Gemeinde von 1974 bis 1998